# 王云霖 (中国人民解放军将军)
王云霖（1910年—1993年），中国人民解放军将领、中国人民解放军开国少将。
曾任中国人民解放军北京军区空军后勤部第二副部长兼卫生部部长。1955年，授予中国人民解放军少将。